# Kari Takko
Kari Takko, född 26 juni 1962 i Nystad, är en finländsk före detta ishockeymålvakt. Numera arbetar han som NHL-scout för Dallas Stars.
Takko spelade 104 A-landskamper med finska landslaget under åren 1982 till 1996. Han var en av de första finska målvakterna i NHL. Takko började sin NHL-karriär i Minnesota North Stars och  handlades 1990 till Edmonton Oilers efter Grant Fuhr åkte fast för att ha använt kokain. Takko valdes 2006 i den Finländska ishockeyns Hall of Fame.

## Klubbar
- Ässät Björneborg 1978–1985, 1991–1997
- Minnesota North Stars 1985–1990
- Springfield Indians 1985–1987
- Edmonton Oilers 1990–1991
- Kalamazoo Wings 1990–1991
- HV71 1997–2000

## Landslaget
- Ishockey-VM: 1983, 1984, 1991
- Vinter-OS: 1984
- Canada Cup: 1987
- World Cup: 1996